# Николаевский сельсовет (Зейский район)
Никола́евский сельсове́т — муниципальное образование со статусом сельского поселения в составе Зейского района Амурской области. 
Административный центр — село Николаевка.

## История
Николаевский сельский Совет был образован в 1923 году.
31 октября 2005 года в соответствии с Законом Амурской области № 73-ОЗ муниципальное образование наделено статусом сельского поселения.

## Население
| 2002 | 2010 | 2011 | 2012 | 2013 | 2014 | 2015 |
| ---- | ---- | ---- | ---- | ---- | ---- | ---- |
| 946  | ↘723 | ↘720 | ↘702 | ↗708 | ↘686 | ↘645 |
| 2016 | 2017 | 2018 | 2021 |      |      |      |
| ↘602 | ↘579 | ↘540 | ↗577 |      |      |      |

## Состав сельского поселения
| № | Населённый пункт | Тип населённого пункта       | Население |
| - | ---------------- | ---------------------------- | --------- |
| 1 | Александровка    | село                         | ↘171      |
| 2 | Алексеевка       | село                         | →1        |
| 3 | Берёзовка        | село                         | ↘79       |
| 4 | Николаевка       | село, административный центр | ↘269      |
| 5 | Николаевка-2     | село                         | ↘20       |